# The ringmaster, volume 2
The ringmaster, volume 2 is een studioalbum van Robert Reed.

## Inleiding
Deel 2 van The ringmaster werd deels gelijk opgenomen met deel 1. Reed, normaal op stap met band Magenta zat thuis stil in verband met de coronapandemie. Zo kon hij deel 2 vervolmaken in zijn Big Studio in Wales, drumpartijen werden opgenomen in de Phantom Studio in de Verenigde Staten. Drummer Simon Phillips kon vanwege die pandemie niet overkomen naar Engeland.
Het album kent dezelfde opzet als deel 1 en als de eerste albums van Mike Oldfield. Dit project werd eveneens geïnitieerd door Les Penning, die Oldfield bijstond bij Ommadawn. Een andere musicus Tom Newman is eveneens gelieerd aan Oldield, merendeels als muziekproducent, bijvoorbeeld Tubular Bells.  De recensent van Progwereld constateerde ook invloeden van Ennio Morricone en Hank B. Marvin. Hij constateerde ook weinig progressie in de muziek, al was dat bij anderen geen probleem (Powermetal). 

## Musici
- Robert Reed – alle muziekinstrumenten behalve
- Simon Phillips – drumstel
- Angharad Brinn – zang
- Micaela Haslam, Heather Cairncross – Synergy Vocals
- Tom Newman – sleebellen
- Troy Donocley – Uillean pipes, whistles
- Steve Bingham – viool
- Karla Powell – hobo
- Les Penning - spreekstem

## Muziek
| Nr. | Titel                                          | Duur |
| --- | ---------------------------------------------- | ---- |
| 1.  | Song of healing light (Robert Reed)            | 9:30 |
| 2.  | Swan feathered girl (Robert Reed)              | 4:00 |
| 3.  | The hat (Robert Reed)                          | 7:30 |
| 4.  | The talking ducks (Robert Reed)                | 3:32 |
| 5.  | Sendlinger’s master (Robert Reed)              | 3:14 |
| 6.  | Arthur (Robert Reed)                           | 1:37 |
| 7.  | Forever (Robert Reed)                          | 1:41 |
| 8.  | Dancing master (Robert Reed)                   | 4:26 |
| 9.  | Landmarks (Robert Reed)                        | 4:38 |
| 10. | In sight of home (Robert Reed)                 | 3:20 |
| 11. | The last guardians of everywhere (Robert Reed) | 1:32 |
| 12. | Song of waiting dreams (Robert Reed)           | 2:45 |

| Nr. | Titel                                             | Duur  |
| --- | ------------------------------------------------- | ----- |
| 1.  | Swan feathered gril (remix) (Robert Reed)         | 5:27  |
| 2.  | The ringmaster (orkest) (Robert Reed)             | 7:18  |
| 3.  | Nairn’s jig (Robert Reed)                         | 3:13  |
| 4.  | The ringmaster 1-5 (Robert Reed, mix Tom Newman)  | 24:27 |
| 5.  | The ringmaster 6-12 (Robert Reed, mix Tom Newman) | 22:34 |